# Her Salvation
Her Salvation è un cortometraggio muto del 1917. Non si conosce il nome del regista. Il film, prodotto dalla Selig da un soggetto di Honore Morrow, aveva come interpreti Bessie Eyton, Wheeler Oakman, Joe King.

## Trama
Nance, una ragazza di origine irlandese dell'East Side, incontra nella lavanderia dove lavora, Pat Mcguire. L'uomo è amato da Mame Ryan, ma a lui non interessa. Quando Nance vede Pat colpire una donna, il suo amore per lui scompare e si rivolge invece a quello di Sandy McCarthy, un semplice giovane di campagna arrivato in città per cercare fortuna.

## Produzione
Il film fu prodotto dalla Selig Polyscope Company.

## Distribuzione
Distribuito dalla General Film Company, il film - un cortometraggio in una bobina - uscì nelle sale cinematografiche statunitensi l'8 settembre 1917.